# Staatliche W.-M.-Schukschin-Universität für Geisteswissenschaften und Pädagogik des Altaigebiets
Die Staatliche W.-M.-Schukschin-Universität für Geisteswissenschaften und Pädagogik des Altaigebiets (russisch: Алтайский государственный гуманитарно-педагогический университет имени В. М. Шукшина) ist eine Hochschule in Bijsk, Region Altai.
Diese Hochschule wurde im Jahr 1939 als Institut gegründet und bekam im Jahr 2000 den Status einer Universität. Im Jahr 2001 wurde die Universität zu Ehren W. M. Schukschins nach diesem benannt. Im Jahr 2010 ist die Pädagogische Staatliche W.-M.-Schukschin-Universität Bijsk (russisch: Бийский педагогический государственный университет имени В. М. Шукшина) in die Staatliche W.-M.-Schukschin-Bildungsakademie des Altaigebietes  (russisch: Алтайская государственная академия образования имени В. М. Шукшина)  umbenannt. Seit 2015 trägt sie den heutigen Namen.
Die Universität gliedert sich in folgende Institute: Institut für geisteswissenschaftliche Bildung, Institut für Naturwissenschaften und Berufsbildung, Institut für Pädagogik und Psychologie.